# Leopold III de Babenberg
Leopold III de Babenberg o d'Àustria (Melk, 1073 - Klosterneuburg, 15 de novembre de 1136) fou marcgravi d'Àustria entre 1095 i 1136. Conegut com «el Pietós» o «el Sant», és venerat com a sant per l'Església catòlica el 15 de novembre, i és el sant patró d'Àustria i de Viena.

## Biografia

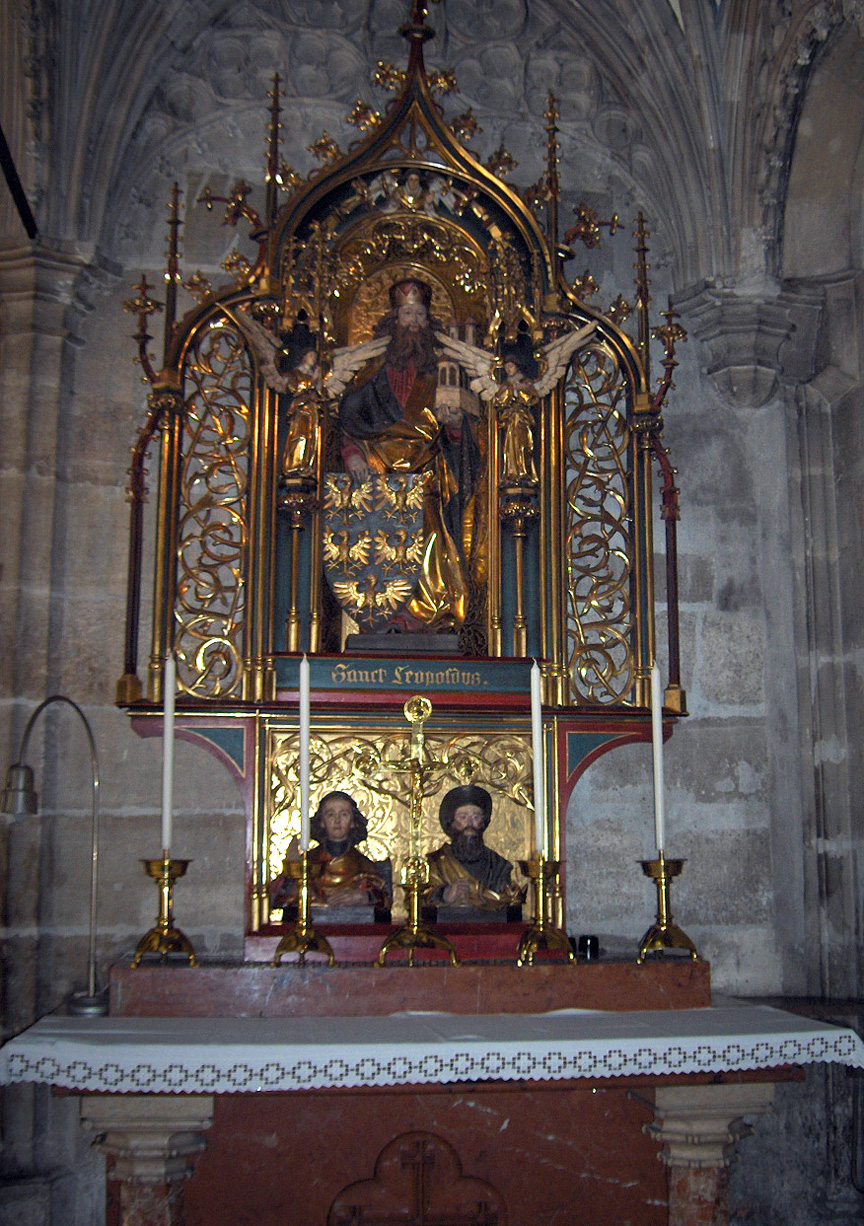
Estàtua de sant Leopold III a la catedral de Sant Esteve a Viena.

Nadiu de Melk era el fill de Leopold II de Babenberg, dit el Bell, i d'Ida de Cham o de Formbach-Ratelnberg. Leopold III, fundador de Viena, fou marcgravi d'Àustria el 1095, a la mort del seu pare el 12 d'octubre de 1095. Va casar-se dos cops: la primera esposa deu haver estat membre de la família Perg i va morir el 1105; la segona fou Agnès de Waiblingen, vídua de Frederic I de Suàbia, mare de Conrad III d'Alemanya i germana de l'emperador Enric V del Sacre Imperi Romanogermànic. Amb el segon matrimoni, la posició de la família Babenberg es va elevar, i els foren garantits els drets sobre l'Àustria. Leopold es va nomenar Princeps Terrae, que reflectia la independència de les seves terres; a més, fou tingut com a candidat per a la possible successió al títol de rei d'Alemanya en 1125, però va declinar-ne l'honor.
Va establir la seva autoritat sobre Viena. En el transcurs dels seus quaranta anys de regnat, va facilitar la difusió dels instituts religiosos, va introduir el monaquisme cistercenc als seus dominis, i és conegut per l'aportació que va tenir en la pau i el progrés dels seus territoris, a més de pels nombrosos monestirs que va fundar i en els quals va introduir l'orde cistercenc. El més important fou el de Klosterneuburg (1108). Segons la llegenda, la Mare de Déu s'aparegué al marcgravi i li assenyalà el lloc on trobaria un vel que la seva esposa Agnès havia perdut feia uns anys, dient-li que hi erigís un monestir. Un cop fet, Leopold va instal·lar la seva residència a la vora fent construir un castell a la proximitat del monestir cistercenc. Dels monestir que va fundar cal destacar els de Heiligenkreuz, Mariazell i Seitenstetten. A més, va promoure el desenvolupament dels nuclis urbans, com Klosterneuburg, Viena i Kremnitz, on va obrir la seca de l'estat. La seva època conegué un renaixement cultural, i de llavors daten els primers escrits literaris conservats en alemany d'Àustria.
Va morir el 15 de novembre de 1136 als 63 anys i fou enterrat a l'abadia de Klosterneuburg, convent agustí que ell mateix havia fundat. Va deixar el record d'un bon administrador, i va deixar al clergat riques donacions. Va ser lloat pel papa des de la seva mort, sent canonitzat el 1484, esdevenint més tard el patró de la Baixa Àustria.

## Llinatge

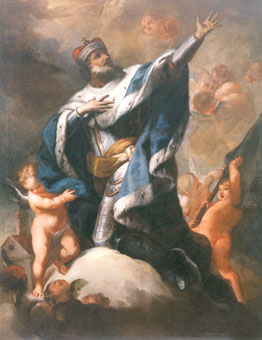
Apoteosi de sant Leopold per Martino Altomonte a la Galeria Nacional Hongaresa)

Casat a una dama de Perg, en va tenir un fill de nom Adalbert.
Casat per segona vegada el 1106 amb Agnès de Francònia o de Waiblingen (1073-1143), filla d'Enric IV emperador i de Berta de Torí o Berta de Savoia, amb la que va tenir 10 fills:
- Berta (1107 - 11 d'abril de 1150), esposa del comte Enric III de Ratisbona;
- Leopold IV (1108-1141), marcgravi d'Àustria des de 1136 i duc de Baviera des de 1139
- Otó (15 de desembre de 1109 - 28 de setembre de 1158), monjo i després bisbe de Freising
- Uta (1110-1154), esposa de Luitpold de Plain
- Agnès (1111-25 de gener de 1157), esposa de Ladislau II (1105 – 1159), duc de Silèsia i de Polònia
- Enric II Jasomirgott (2 d'abril de 1114 – 13 de gener de 1177), comte palatí del Rin (1140 - 1141), marcgravi d'Àustria (1141 - 1156) i duc de Baviera entre 1141 i 1156; primer duc d'Àustria del 1156 al 1177;
- Judit (1115-1168 o 1169), casada amb Guillem V marquès de Montferrat (1100 – 1191)
- Conrad (1120 – 28 de setembre de 1168), bisbe de Passau (1148-1164) i arquebisbe de Salzburg (1164-1168);
- Gertrudis (vers 1120-5 d'agost de 1151), casada amb el rei Vladislau II de Bohèmia (vers 1110 – 1174);
- Elisabet (1124 - 20 de maig de 1143), casada amb el comte Herman II de Winzenburg († 1152).

## Veneració
Per la seva tasca en la difusió de la fe i la fundació de monestirs fou canonitzat en 1485. Patró de Viena, fou nomenat patró de tot Àustria en 1663, a instància de Leopold I del Sacre Imperi Romanogermànic, substituint sant Colomà de Stockerau. El seu crani, en una urna daurada i amb corona arxiducal, s'exposa a la veneració dels fidels.

## Galeria d'imatges

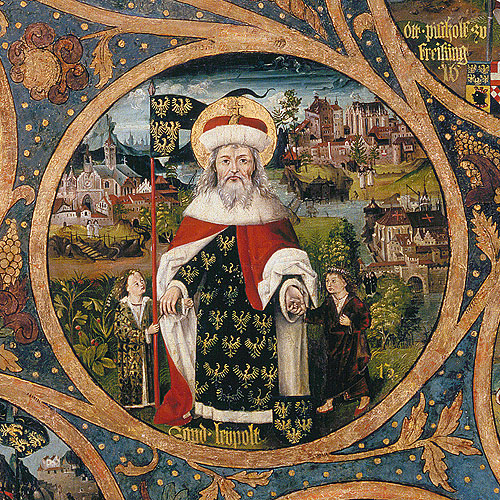
Leopold III, miniatura de l'arbre genealògic dels Babenberg, 1490 (Klosterneuburg)
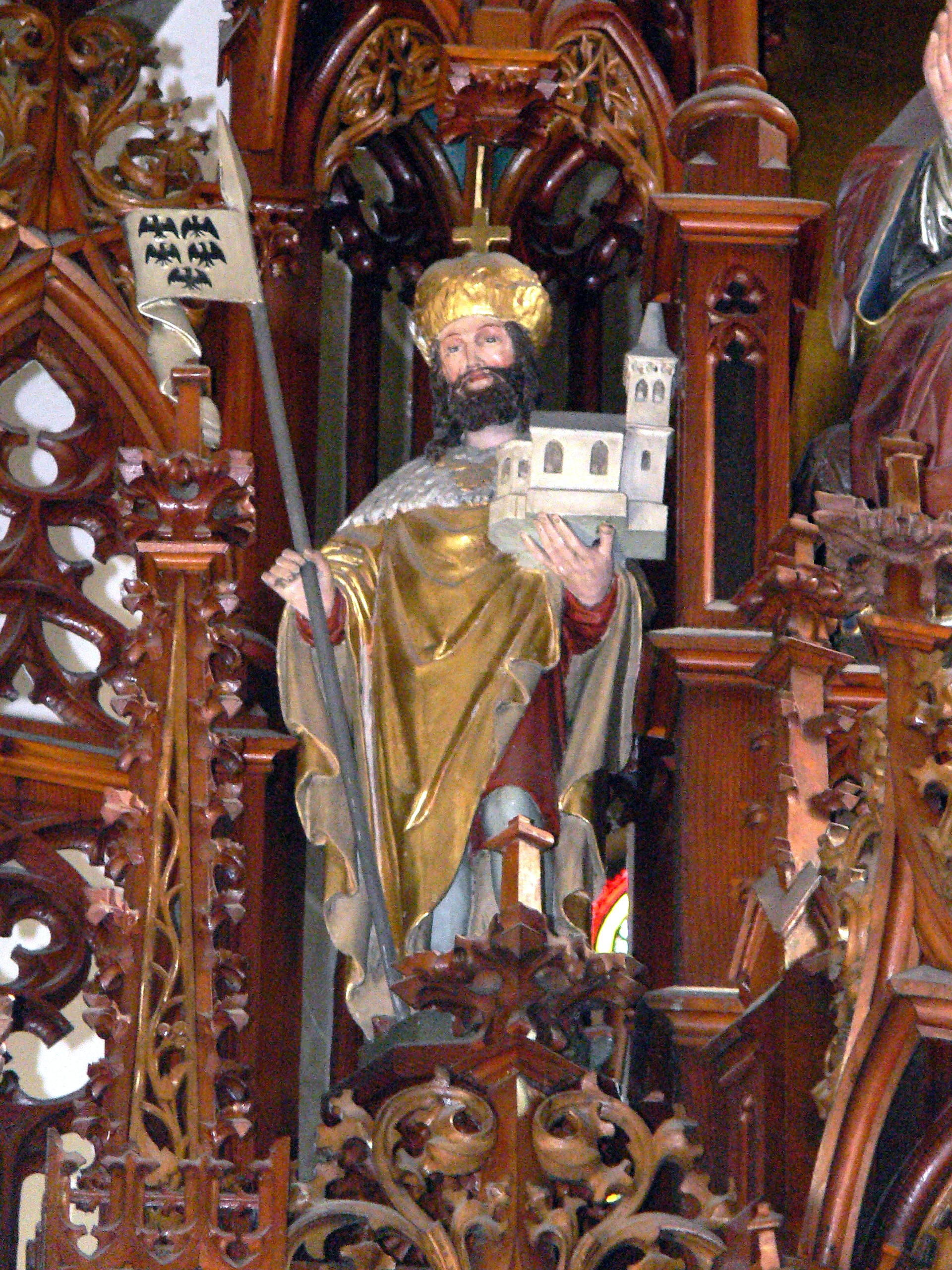
Figura del retaule de Haslach, 1901
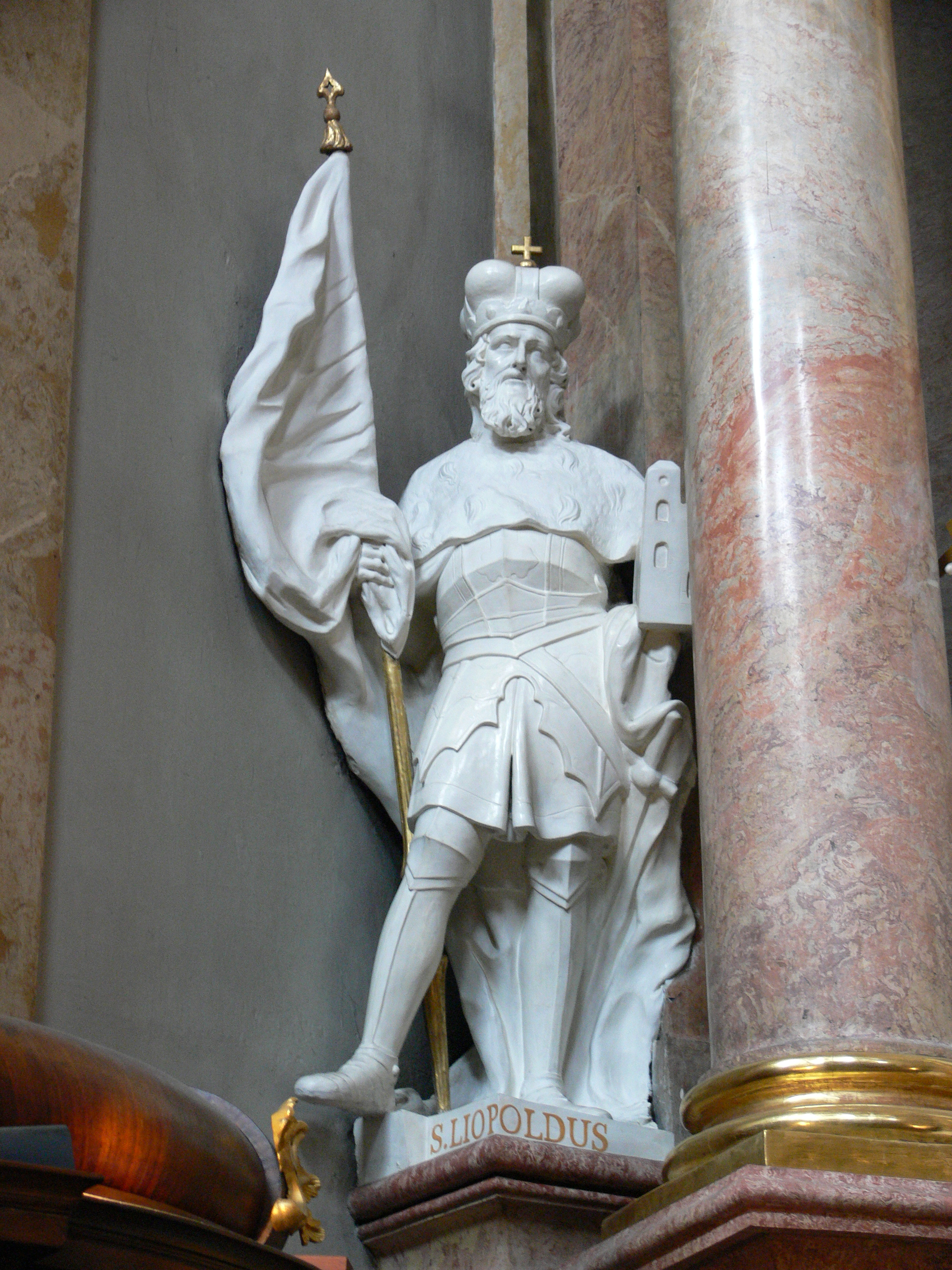
Escultura a la Peterskirche de Viena
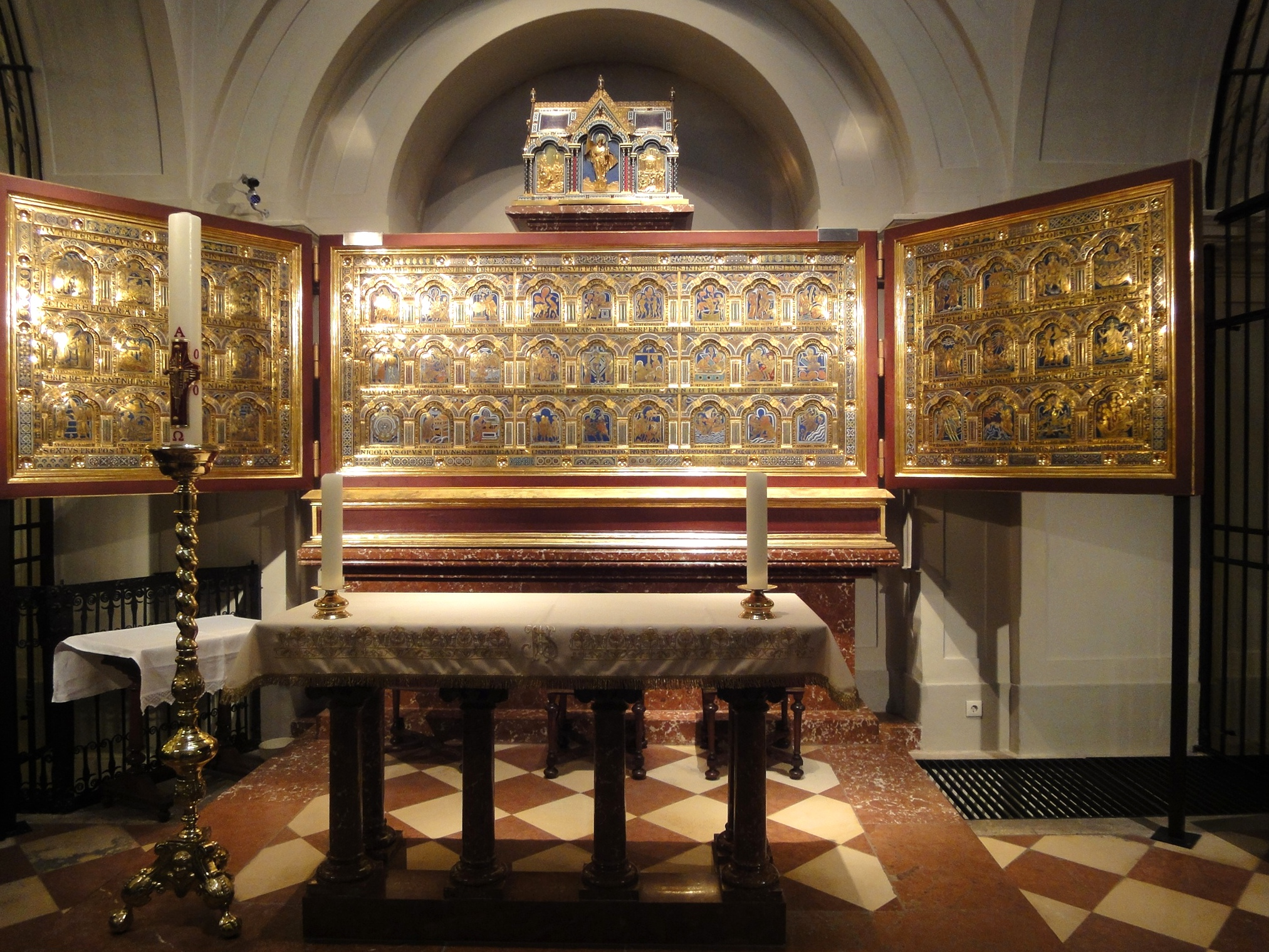
Arqueta amb les restes del sant, sobre el retaule de N. de Verdun, del segle xii (Cripta de Klosterneuburg)